# Lekanesphaera terceirae
Lekanesphaera terceirae es una especie de crustáceo isópodo marino de la familia Sphaeromatidae.

## Distribución geográfica
Es endémica de las Azores.